# Abel Warocqué

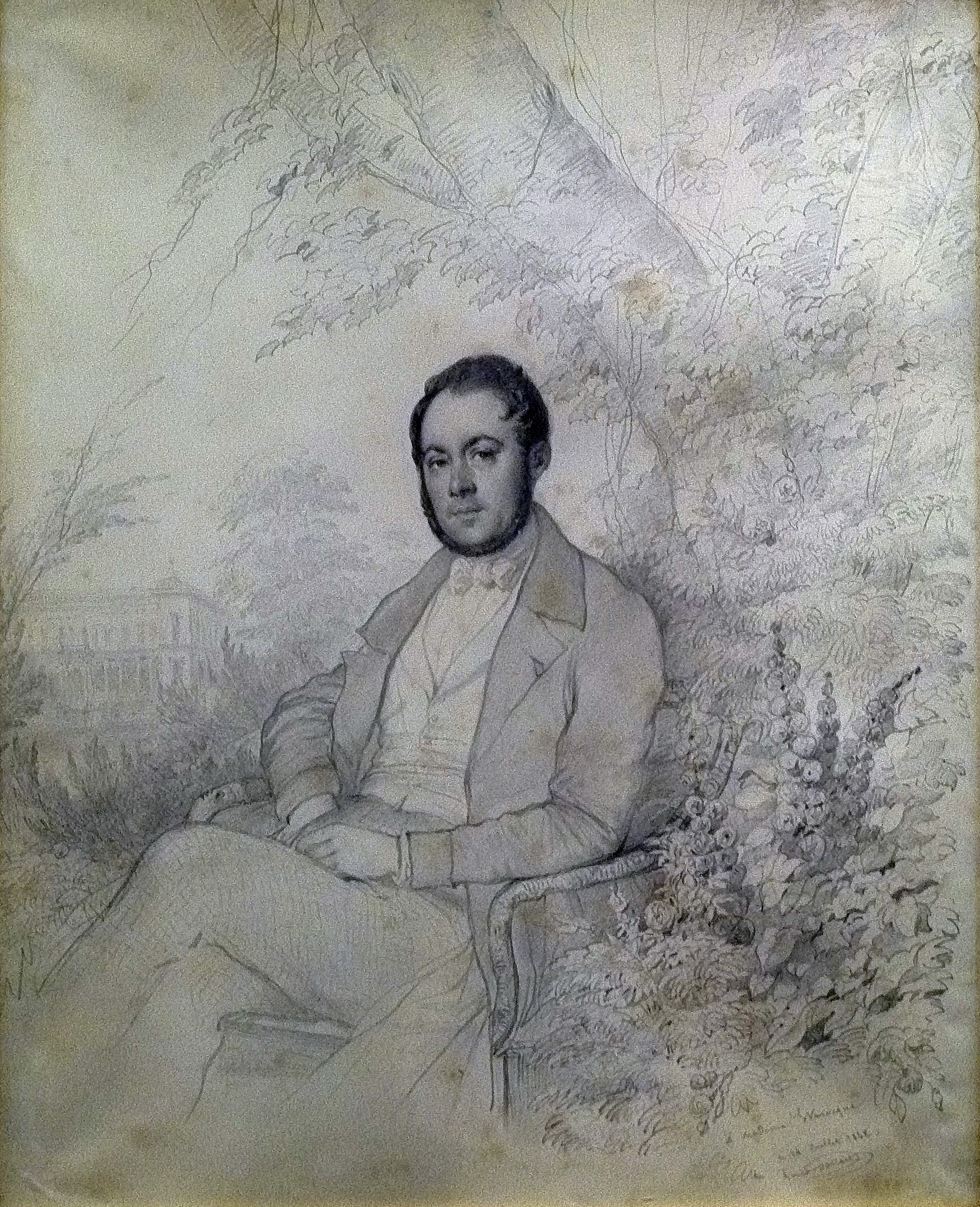
Abel Warocqué door Louis Gallait (1842)

Abel Warocqué (Morlanwelz, 11 juli 1805 - Mariemont, 17 augustus 1864) was een Belgisch industrieel.

## Biografie
Abel Warocqué was een telg uit de familie Warocqué. Hij was een zoon van Nicolas Warocqué, industrieel en burgemeester van Morlanwelz. Hij volgde zijn vader in het familiebedrijf op. In 1827 werd hij adjunct-bestuurder van de Société minière de Mariemont en later bestuurder van de Société des charbonnages de Bascoup. Nadat hij in 1838 de enige eigenaar van Mariemont was geworden zette hij de modernisering en industriële expansie van zijn vader voort door de ontwikkeling van communicatielijnen, de verbetering van arbeidsomstandigheden van arbeiders (met name door de bouw van arbeiderswoningen) en verscheidene investeringen in de ijzerindustrie, spoorwegen en verzekeringen.
Hij trouwde in 1830 met Henriette Marischal, dochter van Jacques-Herman Marischal, advocaat en bestuurder van het Dijledepartement. Ze was een schoonzus van Guillaume Van Volxem en een tante van Félix Tiberghien. Ze kregen twee zoons.
- Léon Warocqué (1831-1868), burgemeester van Morlanwelz, trouwde met Louise Vallon (1843-1861), dochter van Paul Vallon, prefect van Eure, Maine-et-Loire en het Noorderdepartement. Het huwelijk bleef kinderloos. In 1864 hertrouwde hij met Elise Libert, dochter van Pierre Libert, industrieel. Ze kregen een dochter die kort na de geboorte overleed.
- Arthur Warocqué (1835-1880), burgemeester van Morlanwelz, trouwde in 1859 in Morlanwelz met Marie-Eugénie Orville (1839-1899). Ze kregen twee zoons, Raoul Warocqué en Georges Warocqué.

Van 1836 tot 1864 was hij burgemeester van Morlanwelz, waar hij een kerk liet bouwen en een kleuterschool stichtte.
Warocqué ontwikkelde zelf in zijn steenkoolmijn in Mariemont een stoomtrein, de warocquière, een machine die het op- en neergaan van arbeiders in de mijn vergemakkelijkte. Ze werd overgenomen in het steenkoolbekken van de Loire en leverde het hem een gouden medaille op tijdens de Wereldtentoonstelling van 1855 in Parijs.
Ondanks tegenstand van concurrenten slaagde hij erin de aanleg van de spoorlijn van Manage naar Erquelinnes door te drukken. Deze werd in 1857 ingehuldigd en liet hem toe steenkool op de Franse markt te verkopen.
Als belangrijke grondeigenaar en speculant droeg hij bij aan de oprichting van La Louvière. Hij verfraaide het kasteel van Mariemont en besteedde bijzondere aandacht aan het park dat hij als een Engelse tuin inrichtte.
Op de Grand'Place in Morlanwelz staat een standbeeld van Warocqué uit 1868 door Willem Geefs.